# УкрАгроКом (компанія, Головківка)
Товариство з обмеженою відповідальністю УкрАгроКом — українська агропромислова компанія.

## Діяльність
Працює в Кіровоградській і Дніпропетровській областях (площа земель: 75 тис. га). Головні сфери діяльности:
- рослинництво
- тваринництво;
- торгівля зерновими та олійними культурами;
- виробництво цукру;

Група має власну елеваторну інфраструктуру, представлену річковим терміналом (першим і єдиним у Кіровоградській області) і чотирма іншими елеваторами, які разом здатні зберігати до 353 тисяч тонн зернових. В останні роки входить до 15 найбільших агрохолдингів України.
2014 року група отримала довготерміновий кредит від державного Експортно-імпортного банку США для закупівлі сучасних елеваторних систем компанії «Grain Systems» (США).[джерело не вказане 1510 днів]

## Фінансування спорту
Упродовж 2008—2014 років група компаній була власником футбольного клубу «УкрАгроКом». 2014 року клуб об'єднався з ФК «Олександрія», а компанія «УкрАгроКом» стала титульним спонсором ФК «Олександрія».
Компанія збудувала в селі Головківка спортивно-оздоровчий комплекс, до складу якого входить футбольний стадіон, де виступав професіональний футбольний клуб «УкрАгроКом», а зараз грають місцеві команди.
Протягом багатьох років група компаній «УкрАгроКом» є титульним спонсором Спортивного клубу «Європа-крос» та фінансує всі заходи, що проводить ця спортивна організація